# Cortège du tsar au bois de Boulogne
Cortège du tsar allant à Versailles és una pel·lícula muda francesa de Georges Méliès, estrenada el 1896, produïda per Théâtre Robert-Houdin. Actualment, la pel·lícula es considera perduda. Méliès va filmar part del viatge del tsar Nicolau II de Rússia a França, durant una estada a bois de Boulogne.